# Accident mediambiental industrial
Un accident mediambiental industrial és un incident ocasionat per l'execució d'activitats econòmiques i tecnològiques per l'espècie humana que causen desastres al medi ambient, així també com a conseqüències a la salut de les persones. No s'ha de confondre amb un desastre natural, on la causa no és deguda a l'activitat humana. També els diferencia d’actes bèl·lics el fet que l’impacte de l’accident recau sobre l'entorn natural i no sobre altres humans.

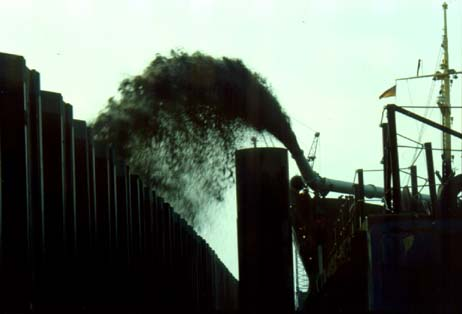
Alliberament de llot tòxic d'una indústria, causant de moltes malalties

Als anys 80 fou quan hi hagué major activitat industrial arreu del món, i amb això succeïren una gran quantitat d’accidents causats per negligència, corrupció i falta de normatives de seguretat. Consegüentment, a partir d’aquesta dècada s'emfatitzà la prevenció d’accidents industrials mitjançant programes, normatives i directives vista la gran quantitat d’accidents que es varen produir (com l'accident de Txernòbil, l'alliberament de productes químics a Sandoz, l'accident de Ciutat de Mèxic i el desastre de Bhopal). Aquests programes es focalitzen no solament amb els aspectes preventius, sinó que també sobre com intervenir davant una emergència. Les publicacions més destacades són l'Emergency Planning and Community Right-to-Know Act (Acta de Planificació d’Emergències i el Dret a Saber de la Comunitat); el CAER-Community Awareness and Emergency Response (Conscienciació i Resposta a Emergències de la Comunitat); l'APELL – Awareness and Preparedness for Emergency at Local Level (Programa de Conscienciació i Preparació per a Emergències a Nivell Local); les Directives de Seveso (Directiva I, Directiva II, Directiva III), entre d'altres. En aquests documents es presenten, doncs, aspectes bàsics d’extrema utilitat per saber actuar abans i durant un accident industrial. Contenen indicacions per la identificació i avaluació de riscs per tal de prevenir-los, i tipus d’adaptacions i mesures ràpides i eficients durant el desenvolupament d’un possible accident emergent.
A la següent pàgina de Google Maps es mostren les coordenades dels principals desastres mediambientals industrials (en anglès).

## Causes i conseqüències
Les principals causes d’accidents majors mediambientals i industrials són:
- Defecte, fallida o operació defectuosa en planta.
- Foc a la planta que hi incideixi.
- Explosió en planta o afecció d'una explosió externa.
- Descomposició externa d'una substància en procés o emmagatzemada.
- Efectes del foc en una substància en procés o emmagatzemada.
- Vessament d’aigua en l'extinció d’incendis.

En aquest cas només s'han tingut en compte només les causes directes d’un accident, i per això es parla pròpiament d’orígens de tipus tècnic. Tot i això, aquests orígens només causen el 20%dels accidents, mentre que la resta (el 80%) són originats per errors organitzacionals, de gestió i de comunicació.
Totes aquestes causes tenen unes conseqüències, les quals es poden agrupar en tres grans grups: incendi, explosió i fugues o vessaments de productes tòxics. Segons la base de dades MARS (Major Accidents Reporting System) del ISPRA (Istituto Superiore per la Protezione e la Ricerca Ambientale) el 40% dels accidents han tingut com a conseqüència la fuga d’un compost tòxic. Aquest valor enregistrat s'eleva si només es consideren conseqüències mixtes (fuga d’un producte tòxic + incendi i/o explosió). Qualsevol de les tres conseqüències pot ocasionar greus efectes sobre el medi ambient però també en la salut humana i a llarg termini. Com a conseqüència es poden imaginar diferents tipus d’escenaris segons les característiques de la substància alliberada: 
- Sobre l'atmosfera: vapor/gas que genera una dispersió amb més o menys densitat que l’aire que pot ocasionar afectacions a les zones més properes o més llunyanes.
- Sobre l’aigua: contaminació de les aigües causant la no potabilització d’aquestes. Si no són eliminades les substàncies tòxiques, poden arribar a ser un focus d’infecció paràsica (còlera, tifus, etc.)
- Sobre el sòl: depenent de la concentració de les substàncies tòxiques, poden provocar la pèrdua parcial o total de la productivitat del sòl.[2]

## Impacte ambiental dels accidents
Els impactes ambientals potencials que es poden produir sobre el medi poden ser directes (destrucció de la vida autòctona i del seu hàbitat, efectes físic-químics, etc.) o bé indirectes si introdueixen modificacions en el balanç dels ecosistemes.
L’avaluació de riscs i perills d’impacte ambiental és més complex en el cas d’alliberació de composts tòxics que en el d’incendis o explosions, ja que s'han de mesurar els efectes toxicològics d’aquests i els mecanismes de dispersió.
De fet, existeixen grans dificultats tant per aconseguir un model pel transport de substàncies en medis com l’aigua o el sòl com per obtenir dades d'ecotoxicitat vàlids pel context d’un accident major, màxima quan ja existeix una incertesa en l'extrapolació animal-home.
La situació de partida per l'anàlisi de riscs és complexa. Hi ha diferents vies d’exposició, és molt difícil determinar la relació dosi-resposta i existeixen nombrosos dubtes, però això no justifica que no es consideri la variable ambiental.
Els elements indispensables per avaluar riscs i perills d’impacte ambiental provocats per accidents majors són:
1. Identificació de les causes potencials de l’accident.
2. Definició exacta de l’origen de l’alliberació.
3. Avaluació dels impactes potencials sobre el medi:

- Inventari de recursos: sòl i aigua
- Identificació dels usos donats al sòl i l’aigua (ja siguin recreatius, subministrament, agricultura, etc.)
- Avaluació dels perills mediambientals de les substàncies implicades potencialment
- Investigació de les conseqüències, tenint en compte:
Extensió de l’àrea afectada
Persistència del contaminant
Efectes a curt i llarg termini sobre tota forma de vida i estimació de la població afectada.
Afectes directes i indirectes sobre els humans.
Entre les eines imprescindibles per portar a terme una avaluació d’aquest tipus s'ha de destacar:
- Base de dades per l’obtenció d’informació sobre ecotoxicitat i comportament en el medi dels composts alliberats i dels seus intermedis de reacció.
- Base de dades històriques sobre accidents anteriors
- Modelització dels fenòmens de dispersió i transport de matèria
- Modelització de les conseqüències potencials de tots els possibles escenaris accidentals
- Recerca d’informació per elaborar les estratègies de mitigació i descontaminació.

## Principals accidents ambientals al món
Llistat dels principals accidents ambientals:
| Data        | Lloc                          | Activitat                | Producte               | Causa                                                           | Conseqüències                                       |
| ----------- | ----------------------------- | ------------------------ | ---------------------- | --------------------------------------------------------------- | --------------------------------------------------- |
| 16 Abr 1947 | Texas City, EUA               | Transport marítim        | Nitrat d'amoni         | Explosió                                                        | 552 morts i 3000 ferits                             |
| 4 Gen 1966  | Feyzin, França                | Emmagatzematge           | Propà                  | Explosió de vapors en expansió per ebullició del líquid         | 18 morts, 81 ferits i pèrdues milionàries           |
| 12 Jul 1973 | Potchefstroom, Àfrica del Sud | Emmagatzematge           | Amoníac                | Fuita                                                           | 18 morts i 65 intoxicats                            |
| 1 Juny 1974 | Flixborough, Regne Unit       | Planta de caprolactama   | Ciclohexà              | Explosió Incendi                                                | 28 morts, 104 ferits i pèrdues de milions de dòlars |
| 10 Jul 1976 | Seveso, Itàlia                | Processament a la planta | TCDD                   | Explosió                                                        | Contaminació de l'àrea per l'emissió de la dioxina  |
| 6 Mar 1978  | Portsall, Regne Unit          | Transport marítim        | Petroli                | Encallada                                                       | 230.000 tones al mar Pèrdues milionàries            |
| 11 Jul 1978 | San Carlos, Espanya           | Transport en camió-tanc  | Propà                  | Explosió núvol de gas                                           | 216 morts i 200 ferits                              |
| 19 Nov 1984 | Ciudad de México              | Emmagatzematge           | Gas liquat del petroli | Explosió de vapors en expansió per ebullició del líquid Incendi | 650 morts i 6400 ferits Pèrdues milionàries         |
| 3 Dec 1984  | Bhopal, Índia                 | Emmagatzematge           | Isocianat de metil     | Emissió tòxica                                                  | 4000 morts i 200.000 intoxicats                     |
| 28 Abr 1986 | Chernobyl, Rússia             | Fàbrica nuclear          | Urani                  | Explosió                                                        | 135.900 persone evacuades                           |
| 3 Juny 1989 | Ufa, Rússia                   | Conducció per ducte      | Gas licuat natural     | Explosió núvol de gas                                           | 645 morts i 500 ferits                              |
| 24 Mar 1989 | Alaska, EUA                   | Transport marítim        | Petroli                | Encallada                                                       | 40.000 tones al mar 100.000 aus mortes              |
| 11 Mar 1991 | Catzacoala, Mèxic             | Processament a la planta | Clor                   | Fuita i explosió                                                | Pèrdues de milions de dòlars                        |
| 22 Abr 1991 | Guadalajara, Mèxic            | Conducció per ducte      | Benzina                | Explosió                                                        | 300 morts                                           |
| 15 Feb 1996 | Mill Bay, Regne Unit          | Transport marítim        | Petroli                | Error operacional                                               | 70.000 tones al mar 2300 aus mortes                 |